# Christian A. Barth
Christian A. Barth  (* 27. Februar 1935 in Berlin) ist ein deutscher Internist, Biochemiker und Ernährungswissenschaftler.

## Leben
Als Enkelsohn von Arthur Barth studierte Barth von 1955 bis 1961 Medizin an der Eberhard-Karls-Universität Tübingen, der Freien Universität Berlin, der Ruprecht-Karls-Universität Heidelberg, der Sorbonne und der Ludwig-Maximilians-Universität München. 1962 promovierte er in Heidelberg zum Dr. med. 1965 folgte die Approbation als Arzt. An der Universität des Saarlandes durchlief er von 1965 bis 1968 die Ausbildung in Innerer Medizin. 1973 habilitierte er sich dort für das Fach Biochemie.
Als Research Fellow an der Rockefeller University (1973) wechselte Barth in die Ernährungsforschung. Die Ludwig-Maximilians-Universität München berief ihn 1975 als Professor an die Medizinische Poliklinik. In einem Projekt der Deutschen Forschungsgemeinschaft untersuchte er den Stoffwechsel von Gallensäuren in Hepatozyten.
Ab 1981 leitete er das Institut für Physiologie und Biochemie der Ernährung an der Bundesanstalt für Milchforschung in Kiel.
1992 wurde er Professor für Ernährungsmedizin an der Universität Potsdam, wo er die Einrichtung des Studiengangs Ernährungswissenschaft betrieb. In Bergholz-Rehbrücke war er Wissenschaftlicher Direktor und Stiftungsvorstand des Deutschen Instituts für Ernährungsforschung, eines Instituts der Leibniz-Gemeinschaft.

## Werke
- Wahl der Nahrungsproteine – Grundlagen und Diätetik. München 1988.
- Milk proteins – nutritional, clinical, functional and technological aspects (Kiel 1988). Darmstadt 1989.
- mit Manfred Kirchgeßner (Hg.): Tiermodelle für die menschliche Ernährungsphysiologie. Hamburg 1990.
- mit Eberhard Hetzner: Handbuch Milch, 3 Teile. Hamburg 1992.
- Frontiers in nutrition research (Potsdam 1995). Darmstadt 1998.

## Herausgeber
- Annals of Nutrition and Metabolism[2]
- Zeitschrift für Ernährungswissenschaft[2]